# Challenger de Lisboa 2017

El torneo Lisboa Belém Open 2017 es un torneo profesional de tenis. Pertenece al ATP Challenger Series 2017. Se disputó su 1.ª edición sobre superficie tierra batida, en Lisboa, Portugal entre el 12 y el 18 de junio de 2017.

## Jugadores participantes del cuadro de individuales
| Favorito | País                            | Jugador           | Rank1 | Posición en el torneo |
| -------- | ------------------------------- | ----------------- | ----- | --------------------- |
| 1        | Bandera de Bosnia y Herzegovina | Damir Džumhur     | 96    |                       |
| 2        | Bandera de República Checa      | Adam Pavlásek     | 97    |                       |
| 3        | Bandera de Japón                | Taro Daniel       | 102   |                       |
| 4        | Bandera de Colombia             | Santiago Giraldo  | 107   |                       |
| 5        | Bandera de Portugal             | Gastão Elias      | 108   |                       |
| 6        | Bandera de España               | Roberto Carballés | 134   |                       |
| 7        | Bandera de Portugal             | Pedro Sousa       | 155   |                       |
| 8        | Bandera de España               | Rubén Ramírez     | 168   |                       |

- 1 Se ha tomado en cuenta el ranking del 29 de mayo de 2017.

### Otros participantes
Los siguientes jugadores recibieron una invitación (wild card), por lo tanto ingresan directamente al cuadro principal (WC):
- Frederico Ferreira Silva
- André Gaspar Murta
- João Monteiro
- Gonçalo Oliveira

Los siguientes jugadores ingresan al cuadro principal tras disputar el cuadro clasificatorio (Q):
- Dragoș Dima
- Gonzalo Escobar
- Hubert Hurkacz
- Daniel Muñoz de la Nava

## Campeones

### Individual Masculino
- derrotó en la final a  ,

### Dobles Masculino
- /   derrotaron en la final a   /  ,